# La Punta (Chile)
La Punta es un pueblo perteneciente a la comuna de Mostazal, ubicado a 9 kilómetros al este de la capital comunal San Francisco de Mostazal y a 6 kilómetros al norte de Codegua. Tiene una población de 6.990 habitantes.

## Demografía
El pueblo, según el censo de 2013, posee una población de 6.990 habitantes, de los cuales 3.502 son hombres y 3.488 son mujeres. Para 2003 la población total era de 4.732 habitantes.

## Atractivos

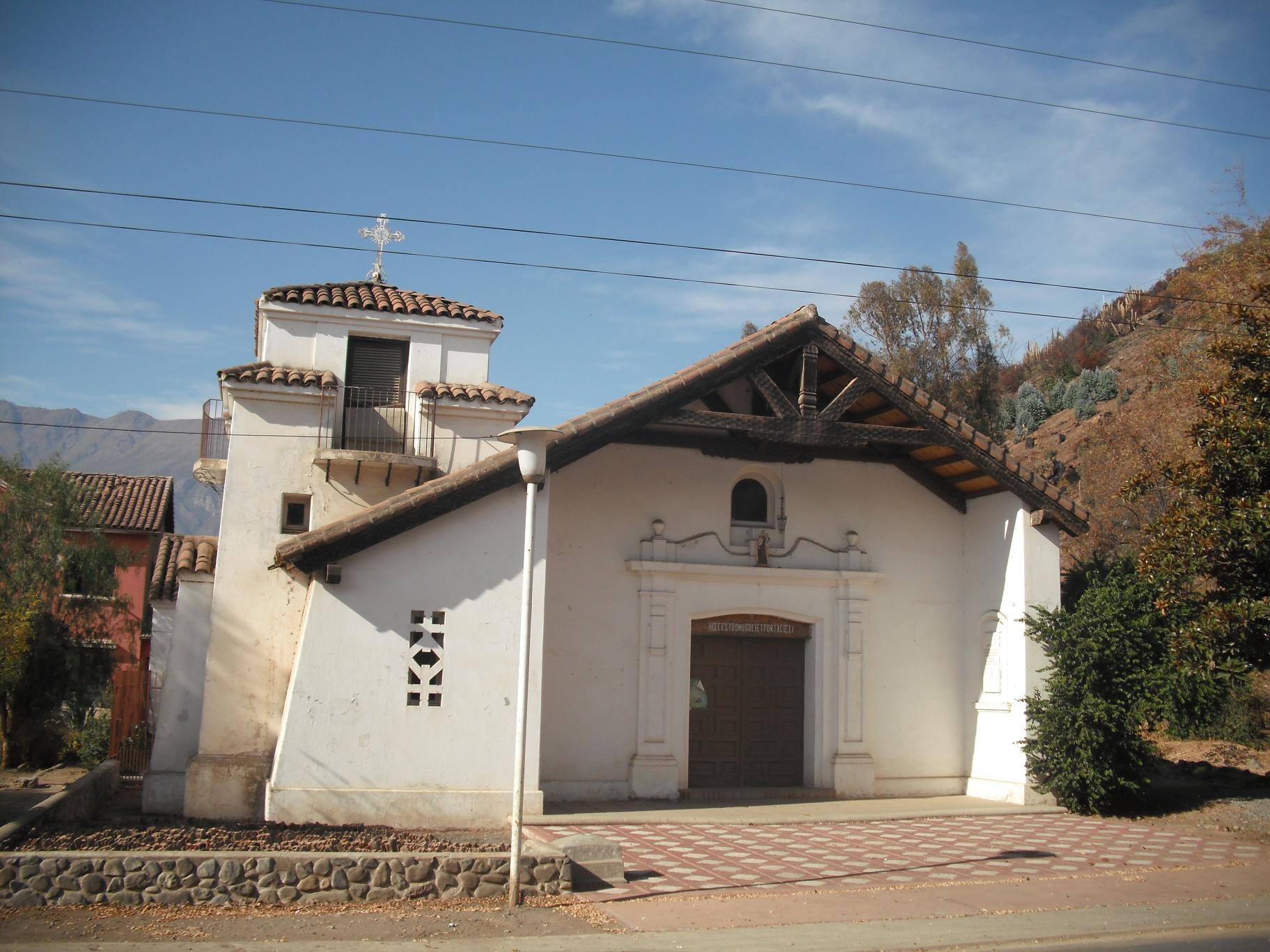
Parroquia La Carmelita el 8 de mayo de 2010.

El pueblo cuenta con atractiva arquitectura, representada por la Parroquia de la Carmelita, ubicada en la plaza del pueblo y a los pies del cerro del mismo nombre. A un costado se encuentra el Anexo La Punta, edificio municipal de interés histórico restaurado tras sufrir daños en el terremoto de 2010.
En el cerro La Carmelita, ubicado hacia el este del pueblo, anualmente se realizan procesiones en honor a la Virgen del Carmen. En 2018 fueron entregadas las obras de remodelación del paseo y los miradores dispuestos para recorrer este lugar y apreciar el valle de Mostazal, el pueblo de la punta y el fundo del mismo nombre ubicado hacia la cordillera.
Anualmente, desde 1923, el pueblo celebra el festival "La Punta canta en verano", evento realizado en un escenario dispuesto a los pies del cerro La Carmelita.
La localidad cuenta con un supermercado Casa Gamovi donde muchos vecinos de la comuna y de algunas aledañas concurren a comprar provisiones baratas y a precios muy convenientes.